# Erivan
Erivan (v německém originále Eriwan nebo Eriwan, Großfürst von Georgien, tj. Erivan, velkokníže gruzínský) je opereta ve třech dějstvích českého skladatele Oskara Nedbala, jejíž libreto napsal vídeňský libretista Felix Dörmann. Premiéru měla 29. listopadu 1918 ve vídeňském divadle Wiener Komödienhaus.

## Vznik, charakteristika a historie
Erivan je poslední opereta, kterou Oskar Nedbal složil za svého působení ve Vídni, ke sklonku první světové války. Autor jejího textu, spisovatel a filmař Felix Dörmann (vl. jm. Felix Biedermann, 1870–1928) nepatřil mezi nejslavnější vídeňské libretisty, mezi jeho díla se však řadí libreta k opeře Hagith Karola Szymanowského nebo k velmi úspěšné operetě Oscara Strause Sen valčíku (Ein Walzertraum). Libreto Erivana začíná komickými a lyrickými scénami v často využívaném rozmarném prostředí dívčího pensionátu, pak však nabírá na vážnosti a jeho centrální bod (druhé finále) představuje lidové povstání proti uchvatiteli: takto vážný a dobově aktuální motiv je v operetě řídký.
Zjevně tím zaujalo Nedbala, který právě hledal vážnější téma a libreto, jež mu umožní využít své silné stránky a odklonit se od běžné operetní šablony. To se příliš netýká rozdělení rolí: opět je zde na jedné straně milovnický, na druhé mladokomický pár, jen postava „starokomika“ (knížete Jermolina) nabývá vážnější podoby. V díle se nutně vyskytuje nezbytný salonní valčík (nejlepším příkladem je romantický valčík Ireny a Erivana v 1. dějství), ale rozsáhlejší a významnější jsou ansámbly a sborové scény, od polky chovanek dívčího ústavu přes sbor a tanec svatebčanů až po rozsáhlou scénu lidového povstání. Jako v Polské krvi a Vinobraní mohl navíc Nedbal sáhnout ke slovanskému koloritu, tentokrát ruskému (např. do svatební scény zakomponoval tanec „trepak“). Nedbal se nerozpakoval sáhnout k náročnějším hudebním formám, jako sbor v kánonu nebo dramatický recitativ, rovněž energicky a ušlechtile podaná hudba spojená s hlavním hrdinou nabývá až operní rysy. V kombinaci s běžnými operetně zpracovanými místy je však výsledek hudebně značně nevyrovnaný a nestylový.
Revoluční scény sice v těsně poválečných letech odpovídaly duchu doby, nebyly však nutně tím, co diváci na scéně vyhledávali; ve dvacátých letech byl navíc ve střední Evropě motiv lidu povstávajícího na podporu svržené korunované hlavy značně kontroverzní. Nevyrovnaná partitura a nepřítomnost strhujících melodií rovněž publikum nepřitahovaly. Proto se Erivan po vídeňské premiéře dočkal jen ojedinělých inscenací; do roku 1921 dosáhl v němčině 97 představení. V českých zemích byl poprvé uveden 8. prosince 1923 na brněnské scéně Německého domu (Deutsches Haus), v češtině pak až 17. prosince 1925 v pražském Lidovém divadle Uranie, bez většího ohlasu.
Klavírní výtah operety vydal roku 1918 Strache ve Vídni.

## Osoby
- Kníže Elogius Jermolin, gruzínský místodržící
- princezna Irena (Irene), jeho dcera
- kníže Cyprian Gagarin
- princ Gogi Gagarin, jeho syn
- Nelly Schrott(ová)
- Erivan (Eriwan)
- Mimi Mack(ová), představená penzionátu
- Totja, Erivanův sluha
- Gori, starý sedlák
- Damian, gruzínský ministr policie
- Olly
- Molly
- Bianka
- Mercedes
- 1., 2. a 3. důstojník
- Klášterní schovanky, svatební hosté, důstojníci, gruzínský lid

## Děj operety

### 1. dějství
Irena, dcera gruzínského knížete Jermolina, shledává život v dívčím ústavu nudným. Marně se ji snaží její í temperamentní přítelkyně Nelly zabavit. Irena raději žije svým představám a spíše než o své družky se zajímá o vysněného prince. Její otec ji však zaslíbil Gogimu, aniž by se oba mladí lidé byť jen znali. Ten se vplížil do penzionátu, aby si svou nevěstu prohlédl. Narazí však na Nelly. Tu vetřelec zaujme, a když se dozví, koho hledá, vydává se sama za Irenu.
Nejen Gogi se dostal tajně do penzionátu, ale též mladík jménem Erivan, syn vyhnaného velkoknížete Schamyla, a to přesto, že je na něho v Gruzii vypsána odměna. Náhodně se seznamuje s Irenou, která v něm s překvapením poznává svůj vysněný ideál, a i on se do ní zamiluje na první pohled. Ale kníže Jermolin je již tady a vyhlašuje zásnuby své dcery s Gogim – přičemž vyjde najevo i Nellina lest.

### 2. dějství
V paláci knížete Jermolina probíhá zásnubní slavnost. Irena je nešťastna a ani Gogi není zásnubami nadšen, protože jej Nelly zaujala mnohem více než jeho snoubenka. Přání mocného knížete však je zbytečné se vzpouzet.
Erivan se nepozorovaně vmísil mezi lid, který žehrá na současnou vládu a vzpomíná dobrých časů za velkoknížete Schamyla. Princ je dojat oddaností, kterou lid jeho otci zachoval, dává se mu poznat a staví se do čela vzpoury proti uzurpátorovi. S houfem vzbouřenců vnikne mezi zásnubní hosty a provolává svržení Jermolina a návrat svobody.

### 3. dějství
Erivan zvítězil a byl prohlášen velkoknížetem, vrací se však pro Irenu. Nyní již jejich svazku nebrání vůle mocného otce. I Irenin původní snoubenec Gogi se s ulehčením vrací k Nelly.

## Pořadí hudebních čísel
- Předehra
- 1. dějství, č. 1 (introdukce): In des Klosters küle Hallen... Ist er fort, der alte Drachen (Nelly, Irene, Mack, dívčí sbor)
- 1. dějství, č. 2 (duet): Liebe Seele, weiß und rein... Die Mädchen, die kleinen (Nelly, Irene)
- 1. dějství, č. 3 (píseň se sborem): Ein Mann! Ein Mann! ... Eine soll ich hier nur suchen... Betritt ein mann das Zimmer (Gogi, sbor dívek)
- 1. dějství, č. 4 (vstupní píseň Eriwana): Aus der Heimat fortgetrieben... O Berge, o Heimat
- 1. dějství, č. 5 (melodram a duet): Ja, du bist es, bist der Eine... Junge Herzen, liebestoll (Eriwan, Irene)
- 1. dějství, č. 6 (duet): Ein Lumperl, mein Lieber... Nach der Hochzeit, meine Liebe (Gogi, Nelly)
- 1. dějství, č. 7 (finále I): Irene, dein Bräutigam steht vor der Tür... Sei gegrüßt... Junge Herzen, liebestoll (Irene, Nelly, Gagarin, Jermolin, Mack, Gogi)
- 2. dějství, č. 8 (introdukce): Zu der Hochzeit eingeladen... Schwarze, rote, braune, blonde (Nelly. Jermolin, Gagarin a klášterní schovanky)
- 2. dějství, č. 9 (píseň o panence): Püppchen mit den Wunschelhaaren... Mein Püppchen, mein Püppchen, sag' an (Irene)
- 2. dějství, č. 10 (duet): Bräutigam, du armer Wicht... Ich hab' noch lang' nicht ausgetobt (Nelly, Gogi)
- 2. dějství, č. 11 (melodrama, píseň a sbor): Es steht ein Schloß am Hügel... Lieber Sturm, so zieh über's Meer... Brüder. entfaltet die heiligen Fahnen (Eriwan)
- 2. dějství, č. 12 (tercet): Alte Knaben, alte Knaben... Ein Haserl, ein reizendes Haserl im Stall (Nelly, Jermolin, Gagarin)
- 2. dějství, č. 13 (duet): Das Herz zerbrach... O schweige, mein Herz (Irene, Eriwan)
- 2. dějství, č. 14 (píseň): Droht dir ein Wetter, kneife nicht aus (Eriwan)
- 2. dějství, č. 15 (finále II): Wir waren die lustigen Sieben... (ukrajinský tanec, trepak) Nimm den Schleier nun as unser'n Händen (Gogi a šest důstojníků, Eriwan, Irene, Nelly, Jermolin, Gagarin, klášterní schovanky, sbor)
- 3. dějství, č. 16 (duet): Int'ressant und höchst pikant (Nelly, Jermolin)
- 3. dějství, č. 17 (parodický ansámbl): Gogi, Gogi, was fällt dir ein! ... Sie sind mir schreklich sympathisch (Irene, Nelly, Eriwan, Gogi, Jermolin, Gagarin)
- 3. dějství, č. 18 (závěrečný zpěv): Nach der Hochzeit, meine Liebe